# Wolf Jöckel

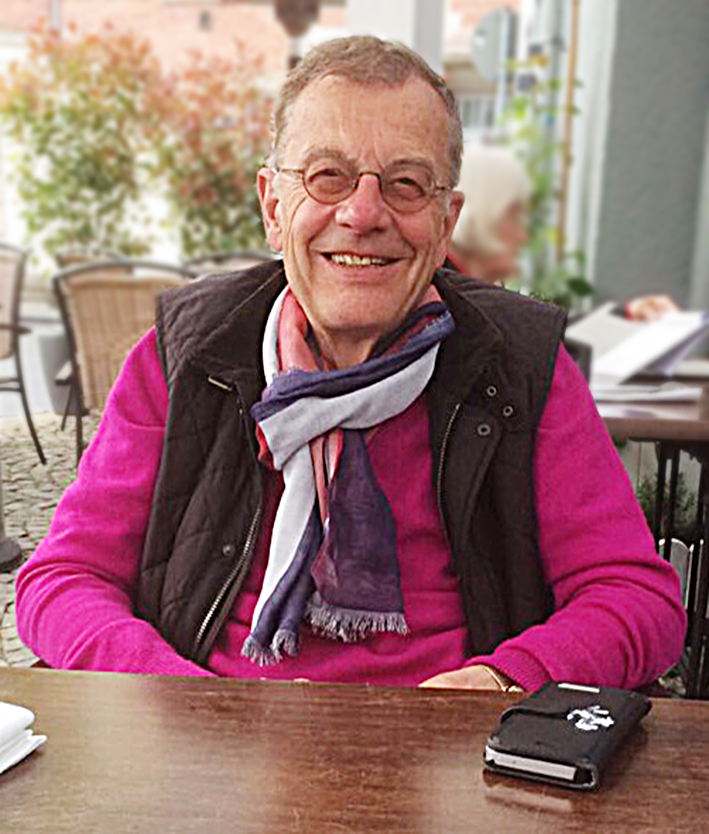
Wolf Jöckel, 2017

Wolf Jöckel (* 1940 in Berlin) ist ein deutscher Arzt und Autor.

## Leben
Jöckel wuchs als Sohn des Chirurgen Helmut Jöckel (1908–1990) nach dem Zweiten Weltkrieg in Battenberg/Eder in Nordhessen auf. 1957 zog er nach Kassel. Das Abitur absolvierte er 1960, danach leistete er seinen 12-monatigen Grundwehrdienst ab. Anschließend studierte er Medizin in Heidelberg und in Marburg. 1967 legte er in Marburg das Staatsexamen ab und wurde 1970 promoviert. Es folgte eine Ausbildung zum Arzt für Chirurgie und Unfallchirurgie an der Medizinischen Hochschule Hannover (MHH). 1974 und 1975 war Jöckel verantwortlicher Arzt der Notaufnahme und gehörte zur Stammbesatzung des Rettungshubschraubers „Christoph 4“, der unter anderem während des großen Brands in der Lüneburger Heide zum Einsatz kam. Während seiner Zeit an der MHH war Jöckel Schüler von Professor Harald Tscherne, dem ersten Ordinarius für Unfallchirurgie an einer deutschen Universität.
Ab Mitte 1976 übernahm er eine vor allem berufsgenossenschaftlich orientierte Tagesklinik in Kassel. In dieser Zeit war Jöckel über 10 Jahre lang Mannschaftsarzt des Profi-Eishockey-Teams der Kassel Huskies. Im Dezember 2000 schied er als Flottillenarzt der Reserve aus der Marine aus.
2008 kam Jöckel erstmals als Mountainbiker in Spanien in Kontakt mit dem Jakobsweg. 2009 erschien sein erstes Buch Den Jakobsweg mit dem Mountainbike erleben. Ein Tagebuch.Im Frühjahr 2011 überlebte Jöckel als Biker schwer verletzt eine Kollision mit einem LKW. Das war für ihn der Grund, sich noch im Herbst als Fußpilger auf den Weg in die Apostelstadt zu begeben. Weitere Erfahrungen und Begegnungen auf der „Routa Jacobea“ in Frankreich und Spanien folgten in den Jahren 2012, 2013, 2015, 2018, 2019 und 2021.
Sein Buch …und wieder war der Weg das Ziel wurde von Fernando Mujico Caneda in die spanische Sprache übersetzt. In der aktuellen Auflage …auch 2015 – durch die Meseta berichtet der Autor über seinen äußerst anstrengenden Weg durch die Stein- und Sandwüste Meseta zwischen Burgos und León. Dieses Buch erschien ebenfalls in spanischer Übersetzung.
In seinem Buch Getriebene im Zeichen des Kreuzes berichtet Jöckel im Rahmen einer historischen Erzählung aus dem Leben einer einflussreichen Winzerfamilie aus Treveris in der zweiten Hälfte des 12. Jahrhunderts. Im Mai 2019 erschien die Novelle Der Einäugige und der Blinde, zu der er 2018 auf einer erneuten Wallfahrt entlang des Camino Francés inspiriert wurde. Effi Biedrzynski, im Dezember 2004 verstorbene deutsche Goethe-Forscherin und Publizistin, berichtet in ihrem Das große deutsche Novellenbuch, dass Goethe in einem Schreiben an Schiller 1794 die Ansicht vertrat, eine Novelle sei ja nichts anderes als eine sich ereignete unerhörte Begebenheit. Man müsse sie in der Sprache des Volkes erzählen und sie habe sowohl der Unterhaltung als auch der Belehrung zu dienen. Und unerhört ist diese Geschichte in der Tat. Zwei Brüder aus der Pfalz waren auf verschiedenen Wegen nach Neuseeland gelangt. Das Ungewöhnliche: Frank, der jüngere Bruder, hatte bei einem Unfall ein Auge verloren. Sein Bruder Thomas war nach einer Entzündung des Sehnerv innerhalb weniger Tage erblindet. Trotzdem erfüllen sie sich ihren Traum auf dem für sie schwierigen und durchaus nicht ungefährlichen Weg zum Grab des Apostels Jakobus zu pilgern. Die Novelle wurde von Fernando Mujico Caneda in die spanische und von Helen Mac Cormac in die englische Sprache übersetzt. Anfang September 2022 erschien eine weitere Publikation mit dem Titel: Erinnerungen und dem Untertitel: 80+...und am Ende der Welt. In diesem biografischen Roman wird einerseits in teils historischer Fiktion über die ersten sechs Lebensjahre eines von seiner Mutter Anna in den Kriegswirren des Zweiten Weltkrieges liebevoll behüteten kleinen Jungen aus Berlin berichtet. Andererseits über den großen Lebenswunsch eines alten Mannes, einmal in seinem Leben bis ans Ende der Welt zu pilgern. Bis an den Ort, an dem schon die Römer vor über 2000 Jahren hofften, beim Anblick eines einzigartigen Naturereignisses in ein neues Leben einzutreten.
Seine endgültig letzte Wallfahrt nach Santiago de Compostela und weiter bis zum Kap Finisterre beendete Jöckel im Oktober 2021, im 82. Lebensjahr. Den Büchern des Autors ist zu entnehmen, dass der jeweilige Verkaufserlös an das Benediktinerkloster San Salvador de Monte Irago in 24722 Rabanal del Camino (León) gespendet wird.
Anfang Februar 2024 wurde ein weiteres Buch des Autors veröffentlicht – eine Pilgertetralogie mit dem Titel Der Sternenweg. Jöckel berichtet über seine Begegnungen und Erfahrungen als Pilger auf mehreren Wallfahrten in Nordspanien in den Jahren 2011 bis 2021.
Im Prolog des Buches schildert der Autor seine Visionen, wann und wo Jakobus der Ältere den Wanderprediger Jesus von Nazaret kennenlernte und wie dieser ihn überzeugen konnte, sich ihm als Jünger anzuschließen, um die Lehren und Gebote des Herrn zu verbreiten. Jesus nannte ihn und seinen Bruder Johannes „Boanerges“, also Söhne des Donners, wie es aus dem Griechischen übersetzt im Markusevangelium (Mk 3,17) zu lesen ist; vermutlich wegen ihres feurigen Temperamentes.
Ferner wird darüber berichtet, auf welchem Weg Jakobus nach Galicien kam, dort relativ erfolglos missionierte, nach Palästina zurückkehrte, der Gotteslästerung angeklagt und von Herodes Agrippa I. persönlich hingerichtet wurde.
Des Weiteren erläutert der Autor, wie es im Mittelalter zur Entstehung des Wortes „Sternenweg“ gekommen ist. „Den Sternen der Milchstraße zum Grab des Apostels Jakobus von Osten nach Westen zu folgen, bedeutete für die Menschen eine Pilgerreise ihrer Seelen auf Erden.“
Im Oktober 2024 erschien die spanische Übersetzung El Camino de las Estrellas. Verlegt und herausgegeben wurde das Buch von Ediciones Monte Casino. Der Verlag gehört den Benediktinerinnen vom Kloster Monasterio de la Ascensión, Zamora. Übersetzt wurde die Tetralogia Jacobea von Fernando Mujico Caneda.
Jöckel ist seit 1969 mit der Kinderbuchautorin Roswitha Jöckel Nocke verheiratet. Das Paar hat zwei erwachsene Söhne.

## Werke
- Den Jakobsweg mit dem Mountainbike erleben. Ein Tagebuch, Igelsburg Verlag, Habichtswald, ISBN 978-3-9809561-5-4.
- …und wieder war der Weg das Ziel: eine körperliche Herausforderung auf dem Sternenweg, Thiele & Schwarz, Kassel 2014, ISBN 978-3-87816-124-0.
  - …y, una vez más, la meta es el Camino, Ediciones Monte Casino, Zamora 2016, ISBN 978-84-608-5031-1 (Spanisch-Übersetzung von Fernando Mujico Caneda).
- …auch 2015 – durch die Meseta, Thiele & Schwarz, Kassel 2016, ISBN 978-3-87816-127-1.
  - … también en 2015, por la Meseta, Ediciones Monte Casino, Zamora 2018, ISBN 978-84-697-9045-8 (Spanisch-Übersetzung von Fernando Mujico Caneda).
- Getriebene im Zeichen des Kreuzes, Verlag Winfried Jenior, Kassel 2018, ISBN 978-3-95978-068-1.
- Der Einäugige und der Blinde, Winfried Jenior, Kassel 2019, ISBN 978-3-95978-069-8.
  - El tuerto y el ciego. Una novela, Ediciones Monte Casino, Zamora 2020, ISBN 978-84-09-18730-0 (Spanisch-Übersetzung von Fernando Mujico Caneda).
  - Half-blind and Blind, Winfried Jenior, Kassel 2020, ISBN 978-3-95978-077-3.(Englisch-Übersetzung von Helen Mac Cormac)
- Erinnerungen, 80+…und am Ende der Welt, Thiele & Schwarz, Kassel 2022, ISBN 978-3-87816-131-8.
- Der Sternenweg, Thiele & Schwarz, Kassel 2024, ISBN 978-3-87816-132-5.
  - El Camino de las Estrellas, Ediciones Monte Casino, Zamora 2024, ISBN 978-84-09-63241-1 (Spanisch-Übersetzung von Fernando Mujico Caneda).